# 해양력이 역사에 미치는 영향

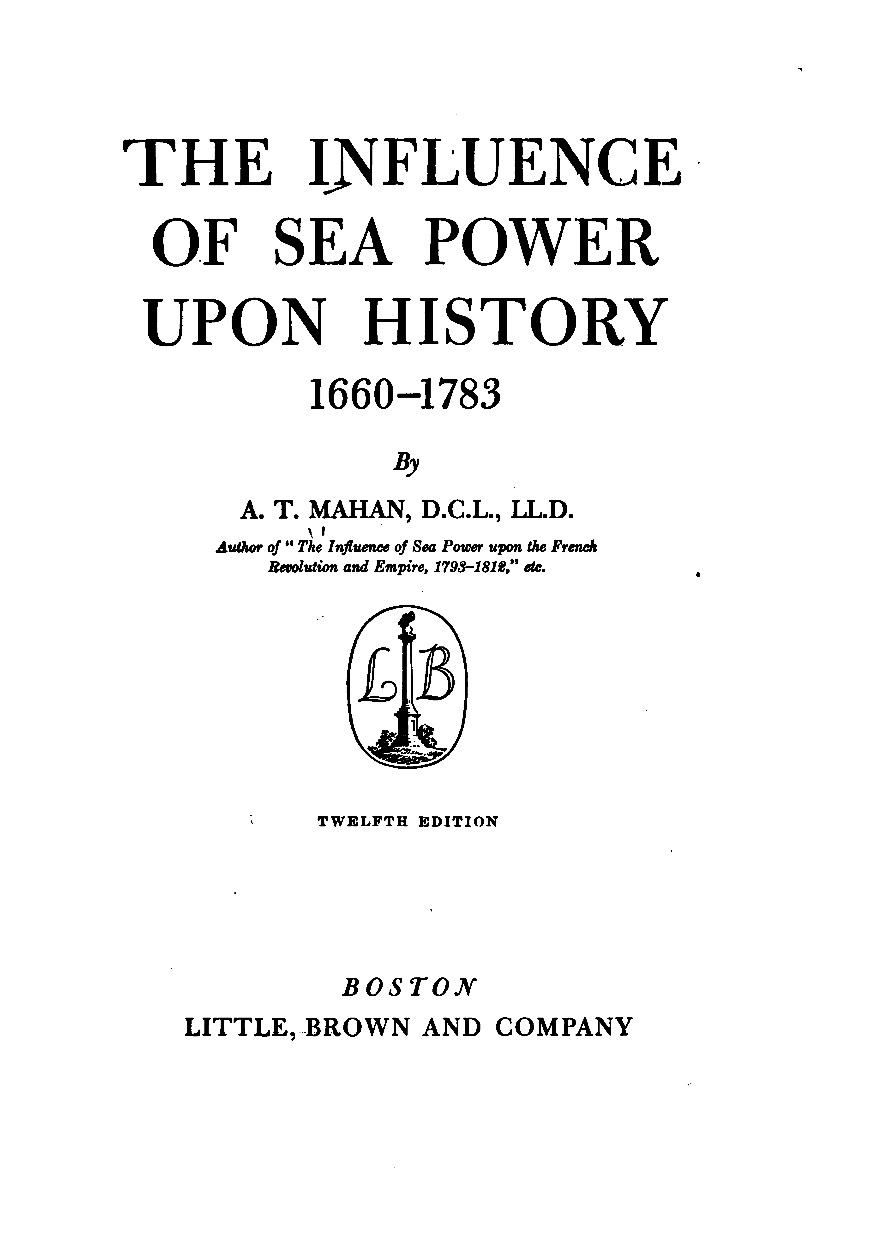
해양력이 역사에 미치는 영향

《해양력이 역사에 미치는 영향》(The Influence of Sea Power upon History) 또는 해상권력사론(海上權力史論)은 앨프리드 세이어 머핸에 의해 1890년에 간행된 해군 전략에 관한 서적이다. 이 책에서 머핸은 해군이 강력한 나라가 세계 전역으로 뻗어나가 군사 전쟁 뿐 아니라 경제 전쟁에서도 우위를 차지하여 강대국이 될 수 있다는 ‘해양력’(Sea Power, 해전) 개념을 고안했다. 이 사상은 지금까지 세계 각국의 해군 교리에 큰 영향을 미치고 있으며, 당대에는 해군 군비 경쟁을 정당화하는 데 사용되어 제1차 세계 대전의 원인 중 하나를 제공하게 된다.

## 같이 보기
- 해군의 역사(영어판)
- 전력 투사